# عصب شظوي أصلي
العصب الشظوي الأصلي هو فرع انتهائي للعصب الوركي ينشأ في الثلث السفلي للفخذ، ويسير إلى الأسفل عبر الحفرة المأبضية مجاوراً الحافة الإنسية للعضلة ذات الرأسين، ويترك الحفرة عندما يعبر الرأسي الوحشي لعضلة الساق، ثم يسير خلف رأس الشظية، ثم يلتف حول عنق العظم ويثقب العضلة الشظوية الطويلة، وينقسم إلى فرعيه الانتهائيين؛ العصب الشظوي السطحي والعصب الشظوي العميق، ويعطي فروعاً جلدية؛ هي العصب الشظوي الوصالي والعصب الربلي الجلدي الوحشي وفرعاً عضلياً إلى الرأس القصير لذات الرأسين الفخذية. وينشأ في أعلى الحفرة المأبضية وفروعاً مفصلية إلى مفصل الركبة.

## معرض صور

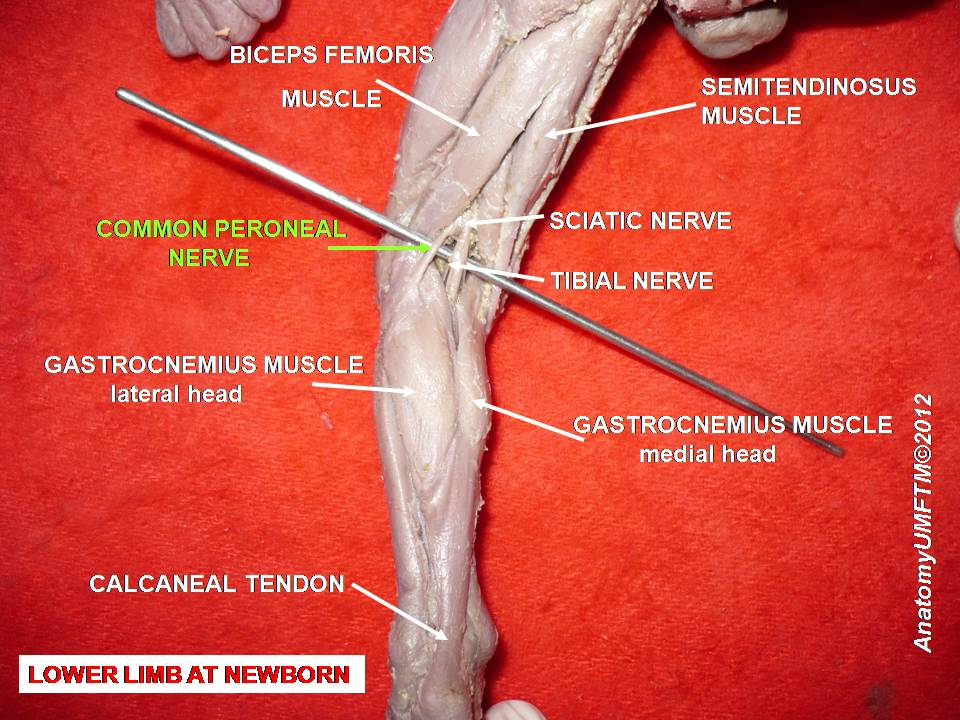
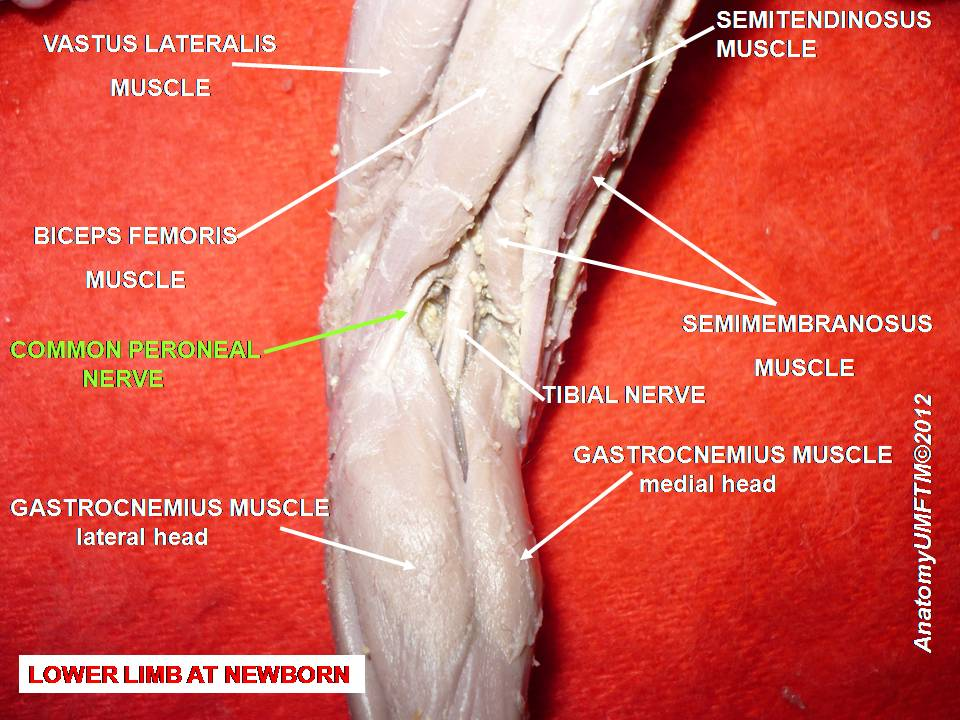
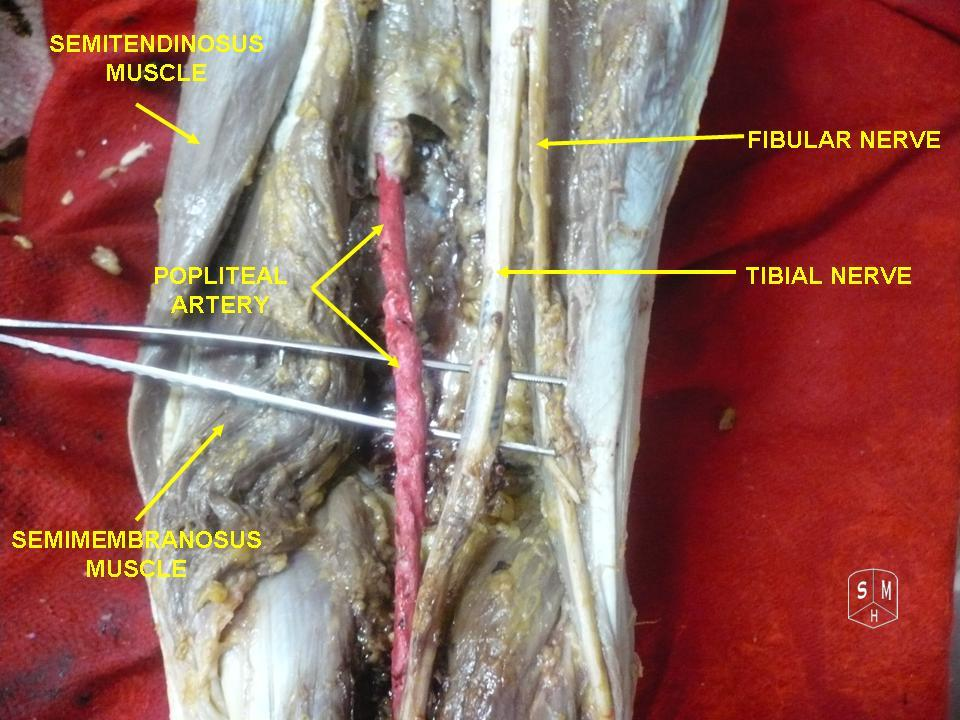

## وصلات خارجية
- صور تشريحية:14:st-0501 في مركز داونستيت الطبي التابع لجامعة نيويورك
- Peroneal_nerve على برنامج طب العظام التابع لنظام الصحة بجامعة ديوك [الإنجليزية]‏.
- درسٌ تشريحي حول latleg مُعدٌ بواسطة ويسلي نورمان (جامعة جورجتاون).
- arteries-nerves%20LE/nerves4 at the مدرسة الطب في دارتموث's Department of Anatomy
- Overview at okstate.edu